# Ассоциация спорта и национальный олимпийский комитет Вануату
Ассоциация спорта и национальный олимпийский комитет Вануату (англ. Vanuatu Association of Sports and National Olympic Committee) — организация, представляющая Вануату в международном олимпийском движении. Основана и зарегистрирована в МОК в 1987 году.
Штаб-квартира расположена в Порт-Виле. Является членом Международного олимпийского комитета, Национальных олимпийских комитетов Океании и других международных спортивных организаций. Осуществляет деятельность по развитию спорта на Вануату.